# Cornelis Altenau
Cornelis Altenau (Althena, von Alten) (død i 1558) var en dansk-tysk bygmester. 
Sikkert bosat i Flensborg havde Altenau under Christian 3. bestalling som murer- og tømrermester, særlig ved kongens byggeforetagender på fæstningen Krempe i Holsten. I 1552 modtog han et resttilgodehavende for »Bygningen på Flensborg«. 1553 stævnede han Claus Daa til Ravnstrup ved Næstved for 116 Joachimsdaler, som sønnen Jørgen Daa ikke ville betale. Desuden har han haft forbindelse med hertug Hans i Haderslev. 
Muligvis er han den Cornelis, der 1558 i forbindelse med et mindre arbejde på Københavns Slot omtales som kongens egen bygmester, og muligvis har han samme år været i Ribe. Men han var død for d. 19. september 1558, da Flensborg magistrat dømte i en arvestrid mellem hans enke og hans datter Gertrud af første ægteskab. 